# Bernardo Pinto Monteiro

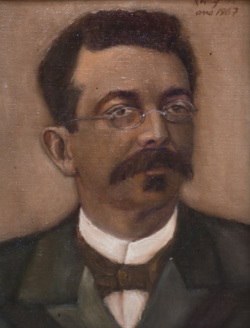
Bernardo Pinto Monteiro

Bernardo Pinto Monteiro (Ubá, 11 de novembro de 1857 - Rio de Janeiro, 24 de julho de 1924) foi um senador do Brasil durante a República Velha (ou Primeira República).

## Biografia
Nascido em 1857, em Ubá, na então Província de Minas Gerais, Bernardo Pinto Monteiro, após ocupar alguns cargos públicos de grande relevância, como o de vereador e agente executivo municipal, em Ouro Preto, seria nomeado pelo então presidente do Estado, Silviano Brandão, em setembro de 1899, o quinto prefeito da história de Belo Horizonte.
Antes de assumir a Prefeitura, Bernardo havia se formado bacharel em Ciências Jurídicas e Sociais, pela Faculdade de Direito de São Paulo. Como estudante dos preparatórios no Rio de Janeiro, trabalhou como revisor da Gazeta de Notícias. Foi também advogado em Ouro Preto, secretário do Diretório do Partido Liberal, redator de “O Liberal Mineiro” e líder da campanha abolicionista. Fundou o Partido Católico, juntamente com Diogo de Vasconcelos.
Dentre as ações de Bernardo Monteiro enquanto prefeito, vale destacar que ele criou o Conselho Deliberativo (destinado à votação de impostos e decreto de despesas), realizou obras em pontos importantes da cidade, como a Praça da Liberdade e a Capela de Nossa Senhora de Lourdes, firmou contrato para a instalação de bondes elétricos. De todos os seus feitos, no entanto, não se pode deixar de lembrar que, durante sua gestão, a denominação da capital foi mudada para “Belo Horizonte”.
Bernardo permaneceu na Prefeitura até agosto de 1902. Após sua gestão, foi eleito deputado federal e senador, ambos os cargos por duas Legislaturas. No Senado, presidiu a Comissão de Poderes, fez parte das comissões de Finanças, de Constituição, de Diplomacia, de Obras Públicas e de Empresas Privilegiadas e foi relator do Orçamento do Ministério do Exterior. Por se tratar de um grande admirador da cidade de Contagem, recebeu de homenagem, dar nome a primeira estação ferroviária da cidade (que até então era conhecida como Estação Lagoa Seca), para Estação Bernardo Monteiro, que foi marco zero de toda uma região, e foi responsável direta, pelo progresso de Contagem. Bernardo Pinto Monteiro Faleceu em 1924.